# J.T. LeRoy (film)
J.T. LeRoy è un film del 2018 diretto da Justin Kelly, basato sul libro di memorie Girl Boy Girl: How I Became JT Leroy scritto da Savannah Knoop.

## Trama
Savannah si è appena trasferita nel vecchio appartamento del fratello (loro casa natale) dove incontra Laura, un’eccentrica donna con la quale inizia a frequentarsi. Laura ha un segreto, ha pubblicato un bestseller del New York Times col finto nome di J.T. LeRoy, dove racconta una (finta) storia autobiografica. Fino a quel momento Laura ha parlato al telefono con critici e giornalisti ma si è sempre rifiutata di mostrarsi di persona. Adesso vede in Savannah, figura discreta e androgina, la personificazione del suo JT; così le chiede di posare per una foto con quel nome, poi di fare delle letture in pubblico delle sue opere, poi di partecipare a una conferenza stampa a Parigi.
Nasce così tra le due donne una forte complicità, con entrambe convinte della loro parte e del loro fasullo personaggio, del quale sembrano entrambe innamorate (cioè di sé stesse) quando, però, un’ammiratrice francese s’infatua del giovane scrittore (amore ricambiato) qualcosa inizia a scricchiolare tra le due donne.

## Produzione
Il film ha goduto di un budget di 2 milioni di dollari americani.

### Soggetto
L'opera è tratta dalla vera vicenda della scrittrice Laura Albert che per anni si è presentata al pubblico con lo pseudonimo di uno scrittore maschio, J.T. Leroy, ottenendo subito un grande successo con diversi romanzi (falsamente) autobiografici come: “Sarah” (1999), storia di un piccolo minorenne scambiato per ragazzina e figlio di una prostituta, e “Ingannevole è il cuore più di ogni cosa” (2000) sulla storia di un bimbo che viene portato dalla madre in una vita di violenza. Il tutto nasce nel 1996 quando la Albert cerca di entrare in contatto con Dennis Cooper, famoso scrittore gay di romanzi scabrosi, per presentargli alcuni racconti da lei scritti. Temendo che egli potesse non prendere in considerazione l’opera di una madre di famiglia trentenne, la Albert ebbe l’idea di fingersi un ragazzo di strada dal soprannome “Terminator”, presentando i racconti a suo nome e costruendo una storia attorno al personaggio.
La storia inventata dalla Albert è quella di un ragazzo, Jeremiah Leroy, nato da una quindicenne, Sarah, che non lo vuole e dato quindi in adozione. Quando però Sarah compie 18 anni, rivuole il figlio che ottiene vincendo la causa contro i genitori adottivi. Da questo momento Jeremiah, costretto a vivere con la madre tossica e prostituta, vive un calvario inarrestabile: molestie e abusi di ogni tipo mentre diventa anch’esso prostituto e tossicodipendente. A 13 anni, abbandonato dalla madre, incontra due musicisti falliti, Laura Albert e Geoffrey Knoop, che lo aiutano mettendolo in cura da uno psicoterapeuta e cambiandogli completamente la vita. Inizierà a scrivere racconti e poi romanzi di grande successo. Questo, una volta emerso, porterà a uno scandalo e a un processo per frode alla Albert (per aver millantato un'autobiografia inesistente) portandola a pagare una grossa somma alla società Antidote che aveva ottenuto i diritti cinematografici per il romanzo “Sarah” (ma su questo il film sorvola).

## Distribuzione
Ha avuto la sua anteprima mondiale al Toronto International Film Festival il 15 settembre 2018.

## Accoglienza

### Critica
Il film ha una valutazione media di recensioni positive sull'aggregatore di recensioni Rotten Tomatoes del 57% con una media voto di 6.26/10.